# Aventinianer
Die Aventinianer waren ein Zusammenschluss antifaschistischer Kräfte im Italien der 1920er Jahre. Unter ihnen waren Sozialisten, Kommunisten, Liberale, Demokraten und Katholiken. Nach der Ermordung des Abgeordneten Giacomo Matteotti im Juni 1924 verließen die Aventinianer aus Protest das Parlament. Der Name ist eine Anspielung auf die Plebejer im alten Rom, die mit ihrem Auszug 494 v. Chr. zum Hügel Aventin für ihre Rechte streikten. Die Aventinianer wollten nicht mehr an Parlamentssitzungen teilnehmen, bis die demokratischen Freiheiten durch eine neue Regierung wiederhergestellt worden seien. Im Gegensatz zu den antiken Plebejern konnten sie jedoch mit ihrer Maßnahme keinen größeren Erfolg verbuchen, da Mussolini nach wie vor über die Mehrheit im Parlament verfügte und außerdem von König Viktor Emanuel III. unterstützt wurde. Außerdem gab es innerhalb der antifaschistischen Opposition Gegensätze.
Nachdem Mussolini seine Position mit einer Kampfrede am 3. Januar 1925 wieder gefestigt hatte, wurden die Mandate der Aventinianer im November 1926 als ungültig erklärt, ihre Organisation aufgelöst und ihre Presse verboten. Die meisten ihrer führenden Mitglieder gingen ins Exil.

## Politiker des Aventin
In der Sitzung der Abgeordnetenkammer vom 9. November 1926 wurde die Absetzung von 123 Aventinianern beschlossen. Dazu zählten unter anderem:
- Giovanni Amendola
- Bruno Buozzi
- Mario Cingolani
- Giovanni Conti
- Raffaele De Caro
- Alcide De Gasperi
- Cipriano Facchinetti
- Antonio Gramsci
- Giovanni Gronchi
- Emilio Lussu
- Fulvio Milani
- Camillo Prampolini
- Giuseppe Romita
- Filippo Turati